# Fujaira
Fujaira (in arabo الفجيرة) è una città degli Emirati Arabi Uniti, capitale dell'omonimo emirato.
Conta 97 226 abitanti (2016).